# Wegekreuz Heckstraße

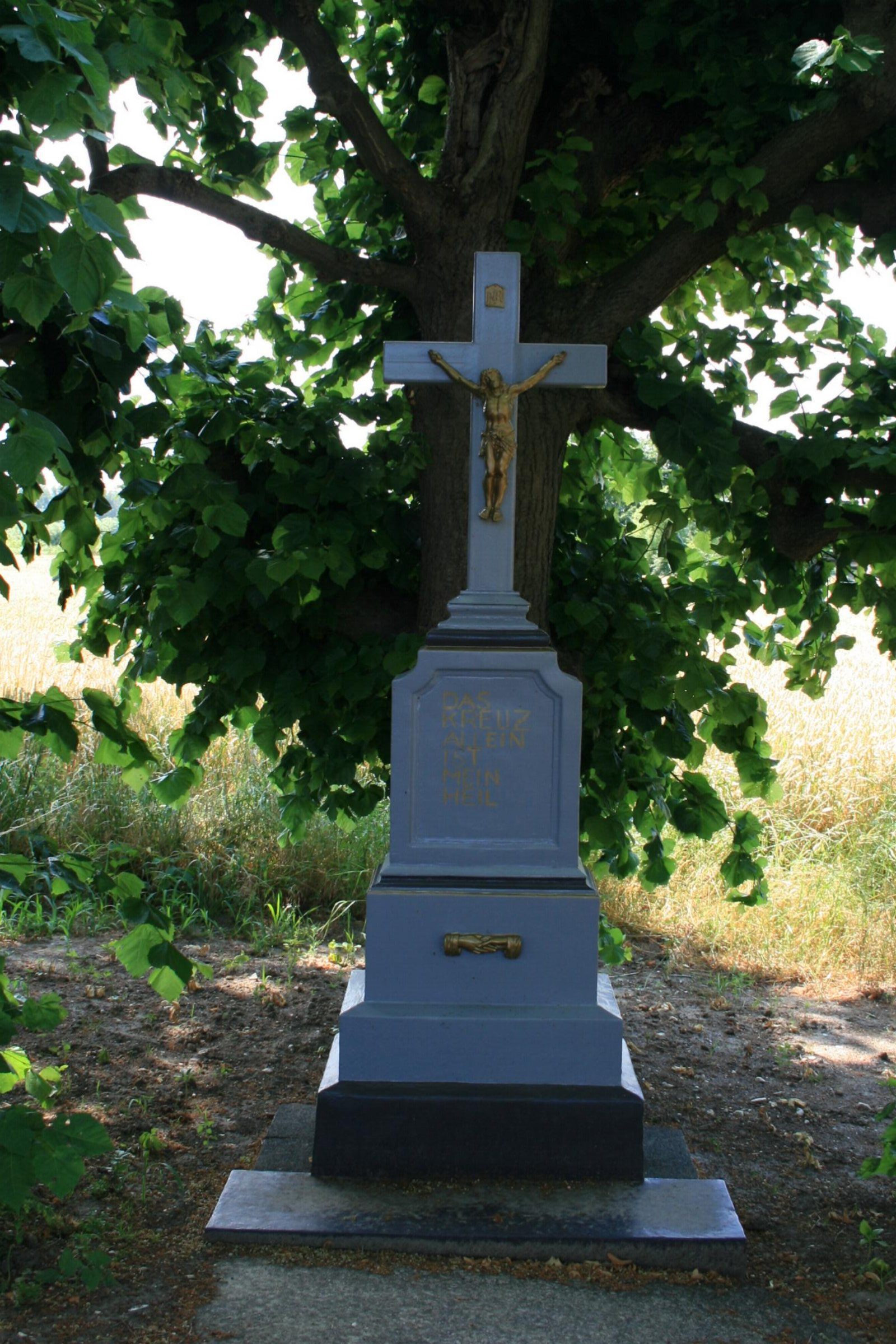
Wegekreuz (2010)

Das Wegekreuz Heckstraße steht im Stadtteil Wanlo in Mönchengladbach (Nordrhein-Westfalen).
Das Kreuz wurde Anfang des 20. Jahrhunderts erbaut. Es ist unter Nr. H 091 am 18. August 1994 in die Denkmalliste der Stadt Mönchengladbach eingetragen worden.

## Lage
Das Objekt liegt am südlichen Ortsausgang Wanlos an der Straße nach Jackerath.

## Architektur
Es handelt sich um ein kleines Schaftkreuz mit Metallcorpus auf mehrfach gestuftem, pfeilerartigem Unterbau. Dreifach gestufter, quaderförmiger Unterbau mit girlandenförmiger Schmuckform (Feston) auf der vorderen Ansichtsfläche. Eine doppelte Glockenleiste (Karnies) leitet in das hochrechteckige Mittelteil über, dessen obere Ecken viertelkreisförmig eingeschnitten sind. Die vordere Ansichtsfläche ist zur Aufnahme einer heute fehlenden Inschriftplatte mit einem profilierten Rahmen eingefasst. Mehrfach durch konvexe und konkave Wülste gegliederte Basis als Übergang zum Kreuzstamm, der einen Corpus und Inschrifttafel (INRI) aus Metall trägt.